# Arius (poisson)
Pour les articles homonymes, voir Arius.
Genre
Arius est un genre de poissons-chats marins de la famille des Ariidés appelées communément mâchoiron.

## Liste des espèces
- Arius acutirostris Day, 1877
- Arius africanus Günther in Playfair et Günther, 1867
- Arius arenarius (Müller et Troschel, 1849)
- Arius arius (Hamilton, 1822) - mâchoiron fouet
- Arius brunellii Zolezzi, 1939
- Arius cous Hyrtl, 1859
- Arius dispar Herre, 1926
- Arius gagora (Hamilton, 1822)
- Arius gigas Boulenger, 1911
- Arius harmandi (Sauvage, 1880)
- Arius heudelotii Valenciennes in Cuvier et Valenciennes, 1840 - mâchoiron banderille
- Arius jatius (Hamilton, 1822)
- Arius latiscutatus Günther, 1864 - mâchoiron de Gambie
- Arius leptonotacanthus Bleeker, 1849
- Arius macracanthus Günther, 1864
- Arius macrorhynchus (Weber, 1913)
- Arius maculatus (Thunberg, 1792) - mâchoiron tacheté,mâchoiron indien
- Arius malabaricus Day, 1877
- Arius manillensis Valenciennes in Cuvier et Valenciennes, 1840
- Arius microcephalus Bleeker, 1855
- Arius oetik Bleeker, 1846
- Arius parkii Günther, 1864 -  mâchoiron jaune
- Arius phrygiatus Valenciennes in Cuvier et Valenciennes, 1840
- Arius platystomus Day, 1877
- Arius rugispinis Valenciennes in Cuvier et Valenciennes, 1840
- Arius subrostratus Valenciennes in Cuvier et Valenciennes, 1840
- Arius sumatranus (Anonymous [Bennett], 1830)
- Arius venosus Valenciennes in Cuvier et Valenciennes, 1840 - mâchoiron veiné